# Abd El Rahman I bin Abu Muh
Vous pouvez aider à l'améliorer ou bien discuter des problèmes sur sa page de discussion.
- Certaines informations devraient être mieux reliées aux sources mentionnées dans la bibliographie ou les liens externes. Améliorez sa vérifiabilité en les associant par des références. (Marqué depuis février 2025)
- Les conventions bibliographiques ne sont pas respectées. La bibliographie et les liens externes sont à corriger. (Marqué depuis février 2025)
- Il n’est pas rédigé dans un style encyclopédique. (Marqué depuis février 2025)
- La traduction doit être revue. Le contenu est difficilement compréhensible à cause d’erreurs de traduction, peut-être dues à l’utilisation d’un logiciel de traduction automatique. (Marqué depuis février 2025)

Abd al-Rahman ibn Abu Muhammad (mort en 1411 ) était le quinzième souverain de Tlemcen de la dynastie des Zianides (1411).

## Biographie
Abd er-Rahman régna sur Tlemcen de mars à mai 1411.
Il accéda à de hautes fonctions à la cour de son oncle Abu Abdullah I, qui en fit son successeur, mais ne reçut aucun soutien de la population ni de sa famille. Finalement, son oncle Saïd ibn Abu Tashufin , qui avait été auparavant en exil avec les Mérinides, réussit à s'échapper de captivité et à soulever la population de Tlemcen à la révolte. Finalement, Abd er-Rahman fut renversé et son oncle monta Moulay Saïd sur le trône.

## Crédit d'auteurs
- (ru) Cet article est partiellement ou en totalité issu de l’article de Wikipédia en russe intitulé « Абд ер Рахман бин Абу Му » (voir la liste des auteurs).